# Caradrina abruzzensis
Caradrina abruzzensis är en fjärilsart som beskrevs av Max Wilhelm Karl Draudt 1933. Caradrina abruzzensis ingår i släktet Caradrina och familjen nattflyn, Noctuidae. Inga underarter finns listade i Catalogue of Life.